# Igreja Presbiteriana Reformada Associada (EUA)
A Igreja Presbiteriana Reformada Associada - IPRA (em inglês Associate Reformed Presbyterian Church - ARPC) é o remanescente de uma pequena denominação, que foi formado a partir do Sínodo do Sul da anterior Igreja Reformada Associada. 
A Igreja Reformada Associada, antecessora, original resultou da fusão do Presbitério Associado - a tradição dos "Sucessores", ou Suceders em inglês, do presbiterianismo escocês do século XVIII - e a maioria dos presbitérios da Igreja Presbiteriana Reformada da América do Norte (da tradição Covenanter do século XVII) em Filadélfia, em 1782. É um dos mais antigos denominações teologicamente e socialmente conservadoras nos Estados Unidos.

## História
Após a Confissão de Westminster ter sido assinada por seus redatores, em 1643, os "Covenanters", um grupo presbiteriano, deixou a Igreja da Escócia e emigrou para o Novo Mundo, para evitar a assinar um juramento ao monarca. Esses crentes primeiros separam-se da Igreja da Escócia por motivo de diferenças doutrinárias.
Em 1739, um pastor presbiteriano escocês, Ebenezer Erskine, liderou um grupo de ministros para deixar a Igreja da Escócia, que formaram um grupo separado, os dissidentes (conhecidos como "Seceders"), que novamente se opôs ao grupo principal e tinha diferenças doutrinárias. Ebenezer Erskine e seu irmão Ralph Erskine pregaram sermões que mais tarde se tornou a inspiração para a Igreja Reformada Associada nas colônias americanas.
Alguns dos seguidores de Ebenezer Erskine mudaram para a província da Irlanda do Norte. Estes Escoceses dissidentes e os católicos continuaram a batalha e alguns dos escoceses mais tarde emigraram às colônias americanas com ministros "Seceders" da Escócia, em meados dos anos 1700. Eles se estabeleceram com os Covenanters na Pensilvânia, Nova York, Ohio, Virginia, Carolina do Norte, Carolina do Sul e Geórgia.
Algumas igrejas da tradição Covenanter e a tradição Seceder se uniram oficialmente em Filadélfia, Pensilvânia em 1782. O Sínodo do Sul foi formada consistindo de igrejas na Carolina do Norte, Carolina do Sul e Geórgia em 1803 e ainda mais em Texas. Cada tradição pôs de lado diferenças doutrinárias para se unir, enquanto poderiam ser evitados com um governo central de assinatura de juramento. O Sínodo Norte fundiu-se com os presbiterianos Associados em 1858 para formar a Igreja Presbiteriana Unida da América do Norte.

### Sínodo do Sul
A Igreja Presbiteriana Reformada Associada atual traça as suas raízes no Sínodo do Sul, formada em 1803 pelo Rev. Sr. Lindsay, o Rev. Sr. Finney, Rev. Stafford Currie Millen, Dr. Pressly, Dr. Isaac Grier, Dr. Boyce, o Rev. Sr. McCutchen e um punhado de outros ministros da Igreja Reformada Associada. 
Quase imediatamente após a formação do Sínodo do Sul, os ministros preocuparam-se em formar um seminário próximo para a educação dos ministérios e o crescimento da igreja. Muitos dos ministros estavam viajando por mais de 30 dias a cavalo para participar nas reuniões do Sínodo no Norte. Enquanto eles iam, as igrejas e as congregações sofreriam com suas ausências. A solução que eles encontraram foi em trabalhar no sentido de uma academia que era chamado o Seminário Clarke e Erskine, que mais tarde ficou conhecido como Erskine Colégio e Seminário.

### Sínodo do Norte
Enquanto a maior das igrejas presbiterianas nos Estados Unidos foram formadas de uma mistura de presbiterianos escoceses e ingleses, vários grupos presbiterianos menores eram dissidentes quase inteiramente da Escócia, e eles exibiam o processo de assimilação à cultura religiosa americana mais ampla. 
A Igreja Reformada Associada deve sua formação por uma união de Associados e a maior parte da Igreja Presbiteriana Reformada da América do Norte em 1782. Em 1858, uma nova fusão ocorreu, com os outros grupos presbiterianos "Sucessores" para formar a Igreja Presbiteriana Unida da América do Norte. Todavia, apenas o Sínodo Norte da denominação decidiu aceitar a união. Ele retirou-se do corpo da Igreja Reformada Associada, em 1820, por causa de divergências confessionais a respeito da administração dos sacramentos.
O Sínodo do Ocidente Reformados Associados manteve as características de uma igreja de imigrantes com raízes escocesas, enfatizando os Padrões de Westminster, usando somente os Salmos em público adoração, foram ainda sabatistas, fortemente abolicionista e anticatólica. O nome Igreja Presbiteriana Reformada Associada foi adotado pelo grupo.
Na década de 1850 no entanto, ele exibiu muitas evidências de assimilação. Ele mostrou maior interesse ecumênico, um maior interesse na evangelização do Ocidente e das cidades, e um declínio no interesse mantendo as características únicas de seu passado escocês-irlandês.

## Século XX
Em 1837 a igreja estabelecida uma academia para os homens em Due West, SC , que em 1839  tornou-se a Faculdade Erskine, o primeiro de quatro anos de faculdade relacionada com igreja naquele estado. A pequena faculdade de artes liberais é altamente classificado para a qualidade acadêmica.
O Seminário Teológico Erskine, estabelecido como Seminário Clarke e Erskine  em 1837, é a escola profissional de Erskine College; foi incorporada a Faculdade Erskine, quando esta foi fundada dois anos depois. O Seminário se tornou uma escola separada, mas associada em 1858, e foi reincorporada ao Colégio em 1925. 
Erskine se fundiu com o Colégio Devido West Feminino, na primeira década do século XX. Erskine tornou-se a primeira escola denominacional privado na Carolina do Sul para permitir que mulheres instruíssem naquele momento. Desde a sua criação, Erskine ofereceu treinamento para os alunos da IPRA, bem como outras denominações. Nos últimos anos, porém, têm testemunhado ministros presbiterianos associados egressos de outros seminários.

## Demografia
| Ano  | Igrejas | Membros |
| ---- | ------- | ------- |
| 1925 | 137     | 19.721  |
| 2000 | 255     | 41.500  |
| 2007 | 283     | 44.988  |
| 2008 | 296     | 39.681  |
| 2010 | 293     | 39.639  |
| 2017 | -       | 28.732  |
| 2018 | 264     | 22.459  |
| 2021 | 273     | 30.649  |
| 2023 | 260     | 25.692  |

A IPRA, tinha 19.721 membros, em 137 igrejas, em 1925. Desde então, a denominação cresceu em número de membros e igrejas, até atingir 41.500 membros, em 255 igrejas, em 2000. Nos anos seguintes a denominação foi estável e atingiu seu pico em 2007, com 44.988 membros, em 283 igrejas, a partir de quando começou a declinar. Até 2010, o número de igrejas da denominação ainda estava em crescimento, com o declínio dos membros. A partir de 2018, a denominação passou a relatar declínio também no número de igrejas, chegando a 22.459 membros em 264 igrejas.
Em 31 de dezembro de 2021, a denominação relatou ter 30.649 membros, em 273 igrejas e congregações. Sendo assim, a denominação apresentou crescimento em suas estatísticas, pela primeira vez desde 2007.
O escritório da denominação está localizado em Greenville, Carolina do Sul. Além disso, a denominação opera um centro de conferências, Bonclarken, em Flat Rock, Henderson County, Carolina do Norte. O centro de conferências está rodeado por propriedades privadas, muitos dos quais traçam suas raízes na Igreja Reformada Associada para o início da denominação. 
Na década de 2000, os membros da Igreja estavam concentrados no sudeste dos Estados Unidos, especialmente Carolina do Norte e Carolina do Sul. Há também inúmeros congregações na Florida, Geórgia, Tennessee e Virginia. A IPRA tem igrejas no Canadá e na maioria dos estados dos Estados Unidos. Sínodos separados existem no México e Paquistão. A Igreja foi uma das primeiras a enviar missionários no exterior para a China, já em 1880. A IPRA patrocina missionários internacionalmente através da World Witness.

## Crenças básicas
Junto com outras igrejas presbiterianas, a Igreja Presbiteriana Reformada Associada usa a Confissão de Fé de Westminster, o Catecismo Maior de Westminster e o Breve Catecismo de Westminster como o padrão Subordinado, ou seja, documentos de exposição da fé cristã, subordinados à Bíblia. Em 1990 a sua declaração de propósito, a igreja declarou que "nós expressamos o nosso desejo de continuar a ser uma igreja presbiteriana e Reformada, comprometida com o Senhorio de Jesus Cristo e com a Bíblia como a Palavra de Deus. " Ela listou alguns dos seus compromissos fundamentais como:
- A adoração do Deus Uno e Trino.
- As Sagradas Escrituras como a base para a nossa fé e atividade.
- A unidade com outros crentes em Cristo.
- Mordomia total de vida, incluindo o dízimo de tempo, talento e dinheiro.
- Excelência em educação e equipar líderes para amanhã.
- Amar e cuidar uns dos outros e para outras pessoas.
- Espalhando o Evangelho a todas as partes do mundo.
- Avaliar e mudar as estruturas e as prioridades da Igreja para enfrentar os desafios do futuro, preservando o melhor do passado.[10]

A IPRA tem uma visão conservadora da Bíblia, afirmando oficialmente que "somente a Bíblia, sendo inspirada por Deus, é a Palavra de Deus escrita, infalível em tudo o que ela ensina, e inerrante nos manuscritos originais". O Espírito Santo revela através do texto que "Deus o Pai deu o Seu Filho para nos salvar dos nossos pecados."
A igreja não ordena mulheres como ministras ou anciãs, embora permita sucessões locais para determinar sobre mulheres como diaconisas. Tendo sido originalmente formada por uma fusão de duas denominações que praticavam a Salmodia Exclusiva, esta foi a prática da IPRA até 1946, quando seu sínodo permitido para o uso de outros hinos além dos Salmos; cada sessão congregacional tem direito de discrição quanto ao assunto da música na adoração. No 207º Sínodo Geral, um novo livro de salmos da IPRA foi aprovado para uso na denominação para incentivar o aumento do uso dos Salmos para canto no culto público.

## Relações inter-eclesiásticas
A Igreja Presbiteriana Reformada Associada (IPRA) é um membro da Fraternidade Reformada Mundial, do Conselho Norte Americano Presbiteriano e Reformado. e da Conferência Internacional das Igrejas Reformadas.
Além disso, possui comunhão fraterna com a Igreja Presbiteriana Coreana-Americana, Igreja Presbiteriana Ortodoxa,  Igreja Presbiteriana na América, Igreja Presbiteriana Reformada da América do Norte, Igreja Presbiteriana Evangélica (EUA), Igreja Presbiteriana Evangélica na Inglaterra e no País de Gales e a Igreja Livre da Escócia. Em 2023, foi aprovado início do processo para estender a comunhão fraterna às Igrejas Reformadas Canadenses e Americanas e às Igrejas Reformadas Unidas na América do Norte.

## Posturas em relação as questões sociais
A IPRA designa o domingo mais próximo a 22 de Janeiro como "Domingo da Santidade da Vida Humana", sendo um movimento não-violento que se opõe a legalização do aborto. Além disso, a denominação chama oficialmente homossexuais "ao arrependimento, limpeza e libertação do poder salvador de Jesus Cristo."

## Membros e ministros
Seminário e Colégio Erskine foram os primeiros a homenagear o Rev. Sr. Clarke como o pai da Igreja IPRA. Outros fundadores da Igreja incluem o Rev. Sr. Harris, Rev. SC Millen, Rev. JS Pressly, o Rev. Sr. Boyce, o Rev. Sr. Bonner, o Rev. Sr. Hemphill, o Rev. Sr. McCutchen, James Brice, William Moffatt, Dr. RC Grier, Rev. Jonathan Galloway e Rev. Simpson. O evangelista Billy Graham participou da Igreja Reformada Associada Chalmers Memorial em Charlotte, Carolina do Norte, como uma criança; seus pais eram membros da congregação. Sr. Graham foi, no entanto, mais tarde ordenado como um ministro Batista do Sul.
Southern escritor observou Erskine Caldwell era o filho de um ministro da Igreja Reformada Associada na Geórgia.
Ministros da Igreja Reformada Associada notáveis de hoje e do passado recente incluem o Dr. Wilson, Dr. Kuykendall, Dr. Chap Lauderdale, Dr. Francis Young Pressly, Rev. C. Caldwell, Rev. Bob Elliott, Rev. Tim Phillips, Dr. Henry E. Pressly, Rev. Benjamin P. Glaser, Rev. Nicholas Napier, Rev. J Gregory Duke, Rev. Andrew Putnam, Rev. Mark Brown Grier, Rev. Kit Grier, Rev. William Evans, Jay E. Adams, Sinclair Ferguson, Derek Thomas, John R. de Witt, Mark Ross, David Henry Lauten, e Frank Reich.

## Ler também
- King, Ray. A História da Igreja Presbiteriana Reformada Associados. .
- Fisher, Edward. A Medula da Divindade Moderna com notas por Thomas Boston. Fearn: Cristão Publicações Foco de 2009.
- VanDoodewaard, William. A controvérsia Marrow e seceder Tradição. Grand Rapids: Reforma do Patrimônio Books, 2011.
- A História de Erskine Seminário Teológico de 1837-1976 , por Maynard Pittendreigh .
- Centennial História da Igreja Presbiteriana Reformada Associados, 1903, disponível no Google Books.
- Sesquicentennial História da Igreja Presbiteriana Reformada Associados
- "100 Anos de Erskine College," Dr. Joabe M. Lesesne, Dissertação para o Doutor em Filosofia Licenciatura, Universidade da Carolina do Sul.
- Documentos privados de Rev. Izaac Grier, 1802, Recibos de livros da ARP Sínodo do Sul para a Constituição AR e Pressly sobre o Batismo, 1802.
- Cartas particulares de Rev. Stafford Currie Millen, 1871.
- Ensaios e Sermões do Rev. Calvin R. Grier, presidente de Erskine College e Seminário 1851-1871.
- Cartas particulares e ensaios de Dr. W. Moffatt Grier, presidente de Erskine College e Seminary, 1871-1890.
- Cartas particulares e ensaios de Dr. JS Moffatt, presidente de Erskine College e Seminário 1908- ?.
- Minutos do Sínodo Geral da Igreja ARP.
- Presbiteriana Reformada Associada. Publicado pela Igreja ARP. Editor, Dr. W. Moffatt Grier.